# Kux

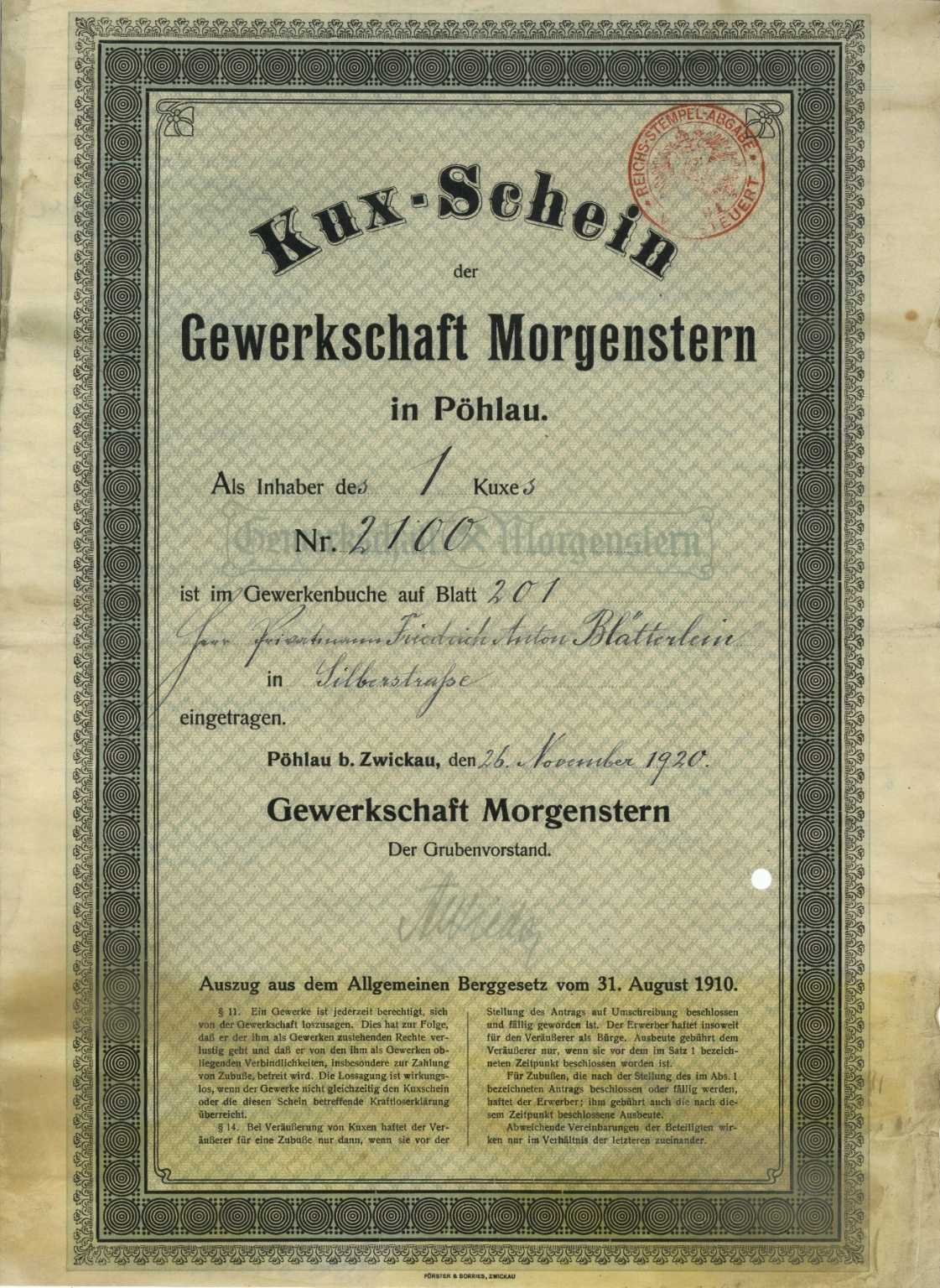
Potvrzení o podílu ve výši 1 kuxu, 1920, Cvikov (Německo)

Kux nebo také kuks bývalo dřívější označení podílu na jmění těžařské společnosti. Později jeho roli převzaly klasické akcie.
Šlo o cenný papír, který zaručoval podíl na výnosu těžby a jehož majitel byl jako spolutěžař zapsán v těžařské knize u příslušného báňského úřadu. Od množství kuxů se odvíjela míra vlivu na chod celé společnosti, platilo však, že celá těžařská společnost mohla být rozdělena maximálně na 128 kuxů a každý z nich nejvýše na 100 dílů. Podle obecné právní úpravy patřila jeho koupě k tzv. odvážným smlouvám, neboť samotný podíl budoucí výnos na daném důlním díle nezaručoval. Prodejce kuxu ručil jen za jeho pravost.